# Saba (sourate)
Saba (arabe : سُورَةُ سَبَأٍ, français : Sabah) est le nom traditionnellement donné à la 34e sourate du Coran, le livre sacré de l'islam. Elle comporte 54 versets. Rédigée en arabe comme l'ensemble de l'œuvre religieuse, elle fut proclamée, selon la tradition musulmane, durant la période mecquoise.

## Origine du nom
Bien que le titre ne fasse pas directement partie du texte coranique, la tradition musulmane a donné comme nom à cette sourate Sabah, en référence au peuple Sabah dont elle parle au verset 15 :
« 15. Il y avait assurément, pour la tribu de Saba un Signe dans leurs habitats ; deux jardins, l’un à droite et l’autre à gauche. “Mangez de ce que votre Seigneur vous a attribué, et soyez Lui reconnaissants : une bonne contrée et un Seigneur Pardonneur”. ».

## Historique
Il n'existe à ce jour pas de sources ou documents historiques permettant de s'assurer de l'ordre chronologique des sourates du Coran. Néanmoins selon une chronologie musulmane attribuée à Ǧaʿfar al-Ṣādiq (VIIIe siècle) et largement diffusée en 1924 sous l’autorité d’al-Azhar,, cette sourate occupe la 58e place. Elle aurait été proclamée pendant la période mecquoise, c'est-à-dire schématiquement durant la première partie de l'histoire de Mahomet avant de quitter La Mecque. Contestée dès le XIXe par des recherches universitaires, cette chronologie a été revue par Nöldeke,, pour qui cette sourate est la 85e.
Selon Angelika Neuwirth, cette sourate date de la période mecquoise tardive, tandis que le verset 6 est traditionnellement associé à la période médinoise. Blachère évoque un remaniement et une augmentation de la période médinoise.
Certains versets de la sourate évoquent des événements liés aux « guerres d'apostasie » et au règne d’Abou Bakr. Bien que les allusions à ces événements historiques paraissent obscures, cela permettrait de dater ces versets. D’autres semblent liés au califat d’Ali. Ainsi, un contexte omeyyade transparaît dans certains aspects anti-alides.

## Interprétations
Cette sourate appartient au groupe des sourates 27 à 36 qui se trouvent presque au milieu du Coran. Hétérogène, en particulier en raison de leur style concis et allusif, cet ensemble se compose principalement d’histoire de prophètes et de prescription en lien avec les fins dernières. Elles ne sont pourtant qu’allusives, ce qui appuie l’hypothèse selon laquelle le Coran est construit comme un commentaire midrashique de textes bibliques connus de la communauté recevant cet enseignement.

### Versets 10-14: David et Salomon
Plusieurs influences bibliques, mais aussi en lien avec une légende juive, transparaissent dans les premiers versets de ce passage.  La légende des sources d’Airain rejoint ainsi des légendes juives, citées dans les homélies clémentines. Des échos se trouvent dans la littérature préislamique, ce qui atteste d’une diffusion de cette littérature avant la rédaction du Coran.
La description des lieux de culte provient, via une source yéménite, d’Éthiopie. La description de la mort de Salomon, dans le Coran, remonte à un texte du Talmud, lui-même exégèse du Livre du Qohelet. La variante coranique provient d’une source non-identifiée. Elle est en tout cas proche d’une version tardive de la biographie du roi, peut-être juive palestinienne.
Le verset 16 évoque la rupture d'un barrage que la tradition a identifié avec le barrage de Marib.

Texte de la sourate (Coran datant de 1874)
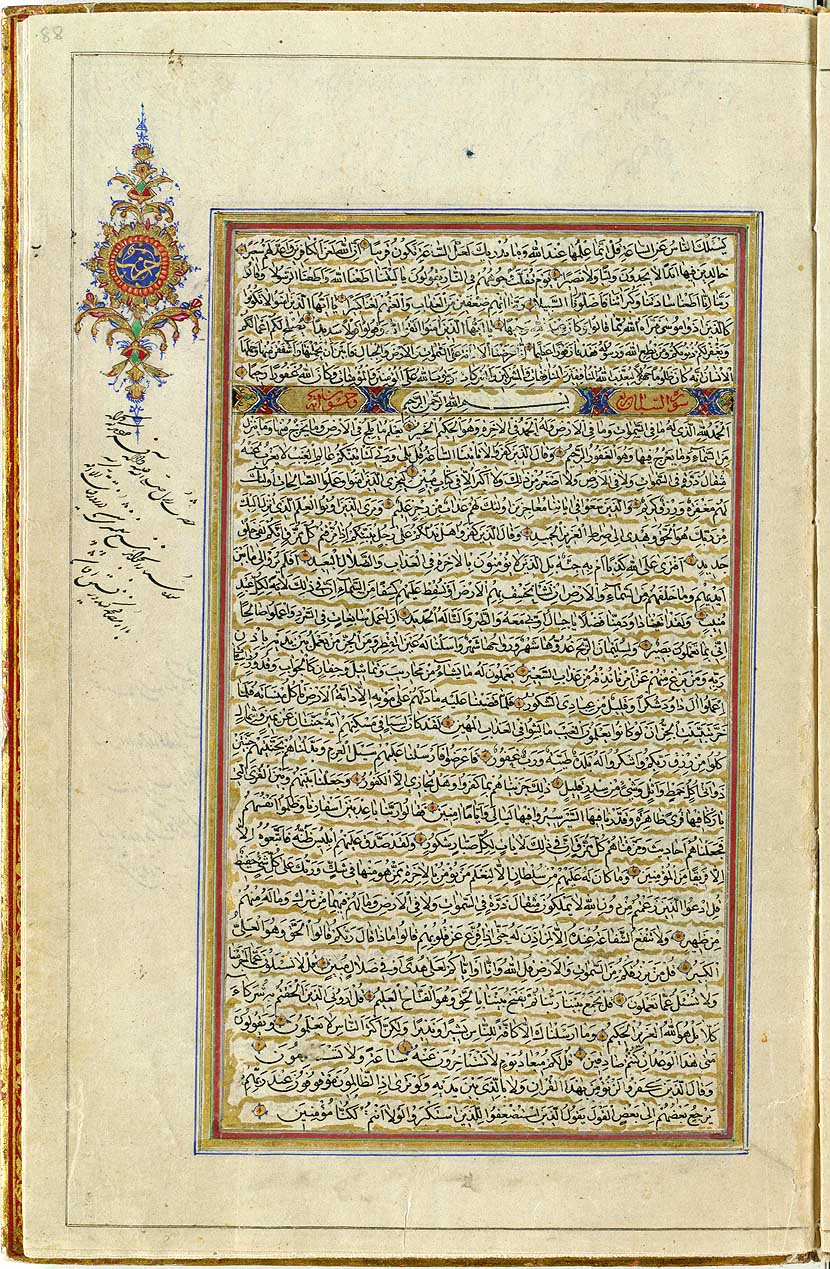
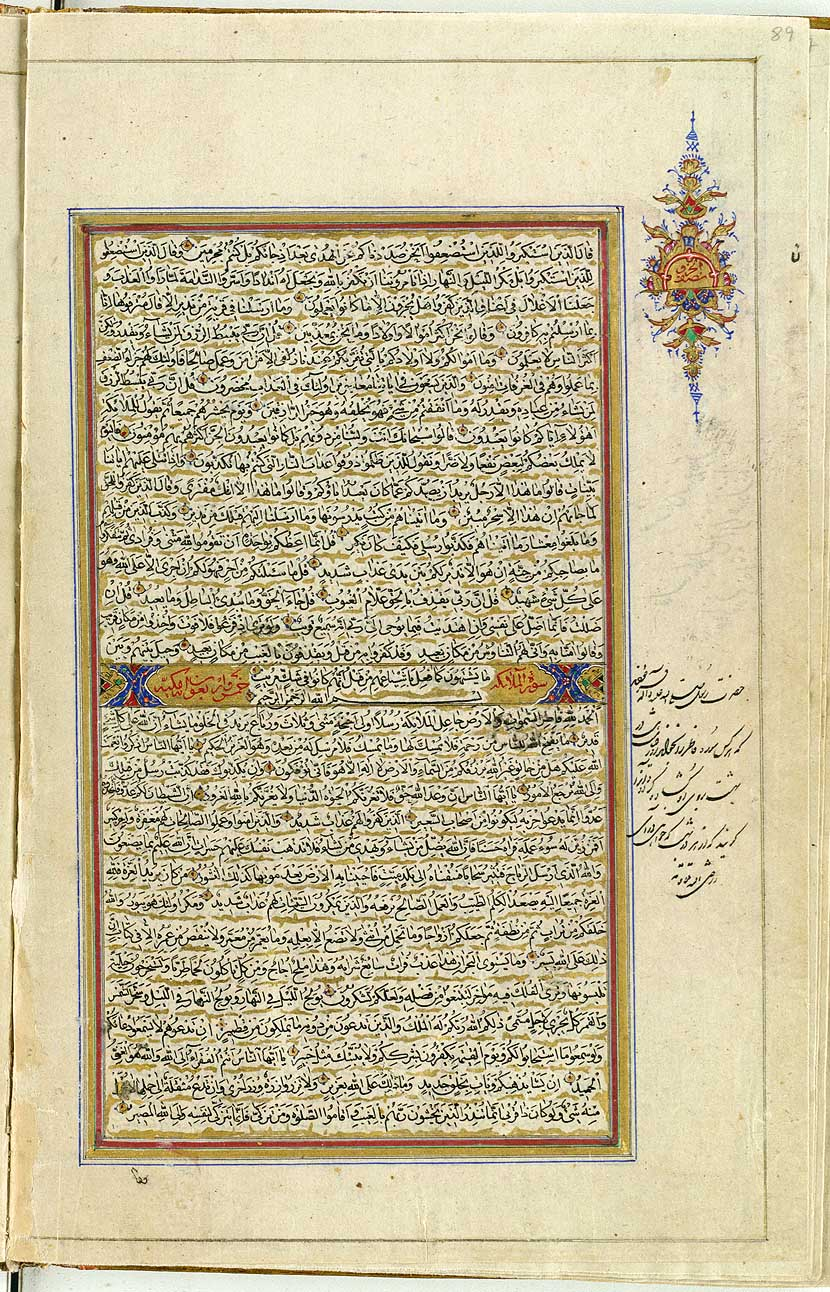